# Кречев
Кречев (укр. Кречів) — село в Литовежской сельской общине Владимирского района Волынской области Украины.
До 2020 года входило в Иваничевский район.
Код КОАТУУ — 0721183202. Население по переписи 2001 года составляет 310 человек. Почтовый индекс — 45315. Телефонный код — 3372. Занимает площадь 13 км².